# Jaša Tomić
Jakov „Jaša” Tomić (în sârbă Јаков Јаша Томић; n. 23 octombrie 1856, Vârșeț, Regatul Ungariei, Imperiul Austriac – d. 22 octombrie 1922, Novi Sad, Regatul Iugoslaviei) a fost un jurnalist, politician și autor sârb din Voivodina, care făcea parte din Imperiul Austriac când s-a născut.

## Biografie
În timpul Primului și celui de-Al Doilea Război Balcanic, a fost reporter militar pentru revista Zastava (Застава), iar mai târziu a scris trei cărți bine primite pe baza reportajelor sale de război.
Jaša Tomić l-a ucis la 23 decembrie 1889 SV (4 ianuarie 1890 SN) pe politicianul Mišo Dimitrijević, din cauza controverselor jurnalistice care au dobândit un caracter personal. Jaša a comis o crimă, protejându-și familia de calomnie, lucru pentru care a dobândit simpatia femeilor. După un an de cooperare, jurnalistică și politică, Jaša și Miša s-au despărțit în 1885, când Dimitrijević a fondat ziarul liberal „Branik”. 
Tomic a fost închis timp de șase ani în penitenciarul din cetatea Vac (1891-1896). În 1892, a fost semnată o petiție pentru eliberarea sa de către 3.000 de femei din Novi Sad, deoarece a apărat onoarea soției sale Milica (Милица Томић). Înainte de uciderea lui Dimitrijevic, el a fost condamnat la trei luni de închisoare de către stat "pentru o infracțiune privind publicarea unor materiale".
A fost unul dintre cei mai proeminenți sârbi la Adunarea Națională care a avut loc în noiembrie 1918 când s-a decis ca Banatul, Backa și Baranja să se alăture Regatului Serbiei. A murit la Novi Sad în 1922.
În timpul lucrărilor sale pentru Adunarea de la Novi Sad din 25 noiembrie 1918, a susținut unificarea directă a Voivodinei cu Regatul Serbiei, ceea ce a fost contrar ideilor unora dintre politicieni care cereau unirea Voivodinei cu Regatul slovenilor, croaților și sârbilor. La această adunare a luat parte și soția sa Milica Tomić (1859-1944), fiica lui Svetozar Miletić.
În cartea „Un cuvânt pentru frații noștri din Serbia” (Реч нашој браћи у Србији), din 1907, le reproșează sârbilor din Serbia că nu au suficiente ziarele sârbești și croate și, în general, situația politică a sârbilor din afara Serbiei, astfel încât aceștia sunt induși în eroare în privința mai multor probleme politice. El a justificat retragerea partidului radical din coaliția croato-sârbă, pentru că sârbii sunt discriminați, unii sârbi din Banja au devenit deja croați politici. Coaliția îi acuză că sunt pan-germani și că au rupt unitatea datorită autonomiei bisericii mai mari. Tomic respinge aceste afirmații ca fiind calomnii, cu argumente conform cărora radicalii au deja majoritate în consiliul bisericii și că frații Pribicevic vor o eparhie în Zagreb și chiar că Valerian Pribicevic ar trebui să fie patriarhul.
În cartea „Întrebarea evreiască” (Јеврејско питање), spre deosebire de perioada anterioară, el are o atitudine negativă despre evrei, după ce a studiat bine întrebarea. El îi acuză că ar fi semănat discordia între națiuni prin 11 din cele 13 cotidiene din Viena, după principiul divide et impera.  Datorită unor astfel de atitudini, comunitatea evreiască s-a opus existenței monumentului său la Novi Sad, dar apărătorii săi și ai operei sale prezintă laturile pozitive pe care le-a avut în favoarea unirii Vojvodinei cu Regatul Serbiei, precum și păstrarea globală a identității naționale sârbe în Ungaria, Croația și Slavonia. Antisemitismul lui Tomic nu are natură religioasă sau națională, ci este de natură etică. El explică antisemitismul de-a lungul istoriei, de la faraoni până în vremea sa, ca fiind un dublu standard și o înșelăciune a celor care câștigă din comerț și caută lacune în legi. De asemenea, el critică legea, pentru că nu are suficiente articole pentru a-i condamna mai grav pe vinovați, chiar dacă el însuși a petrecut doar șapte ani de închisoare pentru omor premeditat.

## Lucrări
- În 1876 sub pseudonimul „Voluntar” Milutin Spasić, Tomić a scris o broșură: Srpsko-turski rat 1876 (Războiul Sârbo-Turc din 1876).
- Pesme (Poeme), publicate de A. Pajević in 1879, redactor Kosta Lera.
- În 1884, Tomić a emis un pamflet politic, Stranke srpskih notabiliteta protiv srpske narodne slobodoumne stranke.
- Političko vjeruju, retipărire din Zastava, organ al Partidului Radical (NRS), 1886.
- Književna zrnca, Vol I, 1888.
- Treba li narodu politika (Do People Need Politics), 1888.
- Posle petstotina godina: razmatranja o Kosovskoj bitci i propasti carstva srpskog (După cinci sute de ani: cu privire la bătălia de la Kosovo și căderea Regatului Sârb), 1889.
- Iz prošlosti naših vođa (Conducătorii noștri din trecut), 1889.
- Govor u svoju odbranu prlilikom naknadne rasprave zbog tucindanskog dogadjaja u novom Sadu, 1891.
- Nazareni (Nazareni, un roman), tipărit în Novi Sad, 1896.
- Pesme Jaše Tomića (Poeme de Jaša Tomić), 1896
- O uzrocima zločina, Novi Sad, 1896.
- Pametno nazarenstvo, Book 1, 1897.
- Pametno nazarenstvo, Book 2, 1897.
- Slike i pripovetke (Poze și povești), 1897.
- Vođa kroz izbore (Prin alegeri), Novi Sad, 1897.
- Čiča Stanko (Bătrânul Stanko), Novi Sad, 1897.
- Zemljoradnička sirotinja u Ugarskoj (Poporul sărac agricultor al Regatului Ungariei), 1897.
- Ima li pomoći našim zanatlijama (Există ajutor pentru comercianții noștri), 1898.
- Trulez (roman), 1898.
- Program radikalne i program liberalne stranke (The Program of the Radical Party and Liberal Party), 1901.
- U čemu je stvar (What It's All About), 1901.
- Gorak šećer, 1902.
- Majski sabor (May Assembly), 1902.
- Kakvo se zlo sprema u Srbiji"",  1903.
- Hoćemo li u socijaliste (Do We Want Socialists),  1904.
- Na prelomu, 1905.
- Jedan nadsolgabirov, 1904.
- Parnica protiv srpskih manastira, 1905.
- Izbor i pravo manjine (Elections and the Rights of the Minority), 1905.
- Sta je bilo i sta treba da bude (What It Was and What Should Be), 1905.
- Jesmo li na dobrom putu (Are We On the Right Path), 1906.
- Vodja kroz saborske izbore, 1906.
- Nisam više magarac (I'm No Longer An Ass), 1906.
- Tražim svoja prava (I Want My Rights), 1907.
- Samostalci iz Hrvatske i Slavonije i samostalci iz Srbije. 1907.
- Sabor junak od megdana, 1907.
- Reč našoj braći u Srbiji, 1907.
- Kako smo birali patrijarhe kroz 200 godina (How We Elected Patriarchs Through the 200 Years), 1908.
- Nova manastirska uredba, 1908.
- Laze i paralaze (Lies and More Lies), 1908.
- Boj na Kosovu, Seoba Srba (The Battle of Kosovo, The Great Serbian Migration), Montenegro, 1908.
- Kako se zovemo (How We Are Called), 1909.
- Veleizdajnička parnica u Zagrebu, 1908.
- Žena i njeno pravo (Woman and Her Rights), 1909.
- U čemu je naša avtonomna borba, 1910.
- Hoćemo li na djavolsku stranu (Do We Want the Devil's Side), 1910.
- Na pragu novog doba u Ugarskoj, 1910.
- Nesavremena i savremena istorija, 1910.
- Gde je srpska politika i Samouprava-napred, 1911.
- Dositej Obradović, 1911.
- Rat na Kosovu i Staroj Srbiji (Battle of Kosovo and Old Serbia), 1913.
- Rat u Albaniji pod Skadrom, 1913.
- Rat u Maćedoniji i Bugarskoj, 1914.
- Karlovačka Mitropolija i Hrišćanstvo (The Metropolitanate of Karlovci and Christianity), 1913.
- Seoba u Srbiju, 1914.
- Naša nova država u kolevci, 1919.
- Krajnje vreme da se razumemo, 1919.
- Šta je bila žena i šta će biti, 1918.
- Lepa književnost i umetnost, 1918.
- Gradja za nov radikalni program, 1919.
- Kako da delimo zemlju, 1919.
- S kim ćemo i kuda ćemo, (With Whom Are We Going and Where Are We Going), 1919.
- Razvod braka, pozorišna igra u 5 činova, 1919.

## Moștenire
Localitatea Modoș a fost redenumit ca Jaša Tomić  în onoarea sa.